# Saravan (Verwaltungsbezirk)
Saravan (persisch سراوان) ist ein Verwaltungsbezirk (Schahrestan, persisch شهرستان) in der iranischen Provinz (Ostan) Sistan und Belutschistan. Er liegt in der Nähe zur Grenze zu Pakistan.
Die Hauptstadt des Bezirks ist die gleichnamige Stadt Saravan, daneben gibt es die Städte Sirkan und Jaleq.
Koordinaten: 27° 22′ N, 62° 21′ O